# Кулик, Иосиф Афанасьевич
Ио́сиф Афана́сьевич Кули́к (8 марта 1912, Юзефово, Подольская губерния — 17 декабря 1998, Йошкар-Ола) — капитан Советской Армии, участник Великой Отечественной войны, Герой Советского Союза (1944).

## Биография
Иосиф Кулик родился 8 марта 1912 года в селе Юзефово (ныне — Йосиповка Кировоградской области Украины). Украинец. После окончания начальной школы работал председателем сельского совета. В 1934—1937 годах проходил службу в Рабоче-крестьянской Красной Армии. В 1938 году окончил курсы подготовки комсостава запаса. В 1941 году Кулик повторно был призван в армию. С июня того же года — на фронтах Великой Отечественной войны.
К июлю 1944 года старший лейтенант Иосиф Кулик командовал ротой 77-го отдельного штурмового инженерно-сапёрного батальона 16-й штурмовой инженерно-сапёрной бригады 3-й гвардейской армии 1-го Украинского фронта. Отличился во время освобождения Польши. 30 июля 1944 года рота Кулика три часа переправляла через Вислу в районе населённого пункта Аннополь в 30 километрах к северу от Сандомира два советских стрелковых батальона, что способствовало успешному захвату и удержанию плацдарма на западном берегу реки.
Указом Президиума Верховного Совета СССР от 23 сентября 1944 года старший лейтенант Иосиф Кулик был удостоен высокого звания Героя Советского Союза с вручением ордена Ленина и медали «Золотая Звезда».
В 1948 году в звании капитана Кулик был уволен в запас. Проживал в Йошкар-Оле. Умер в 1998 году.
Награждён двумя орденами Отечественной войны 1-й степени, орденом Красной Звезды, рядом медалей.